# Amber Rudd
Amber Augusta Rudd (Londra, 1º agosto 1963) è una politica britannica del Partito Conservatore. Ha ricoperto il ruolo di Segretario di Stato per il lavoro e le pensioni dal 16 novembre 2018 al 7 settembre 2019 e di Ministro per le donne e l'uguaglianza per un secondo mandato dal 24 luglio al 7 settembre 2019.

## Biografia
Amber Rudd è nata il 1º agosto 1963 a Marylebone, Londra, è il quarto figlio dell'agente di cambio Tony Rudd (1924-2017) e del magistrato Ethne Fitzgerald (1929-2008).
Si è laureata in storia all'Università di Edimburgo. Per i successivi tre decenni, ha lavorato nel mondo degli affari, in settori quali investment banking, venture capital e executive search. Per un certo periodo è stata anche una giornalista economica.

### Carriera politica
Nel 2005 è stata per la prima volta candidata alla Camera dei comuni, ma senza successo. Nel 2010, ha ricevuto un mandato parlamentare nel collegio elettorale di Hastings and Rye. Nel 2012 è diventata segretaria parlamentare personale del cancelliere del tesoro e nel 2012 è entrata a far parte di un ampio governo come vice ministro parlamentare nel dipartimento dell'energia e dei cambiamenti climatici. Dopo le elezioni del 2015, in cui è stata rieletta come vice, è stata promossa a capo di questo dipartimento nel secondo governo di David Cameron.

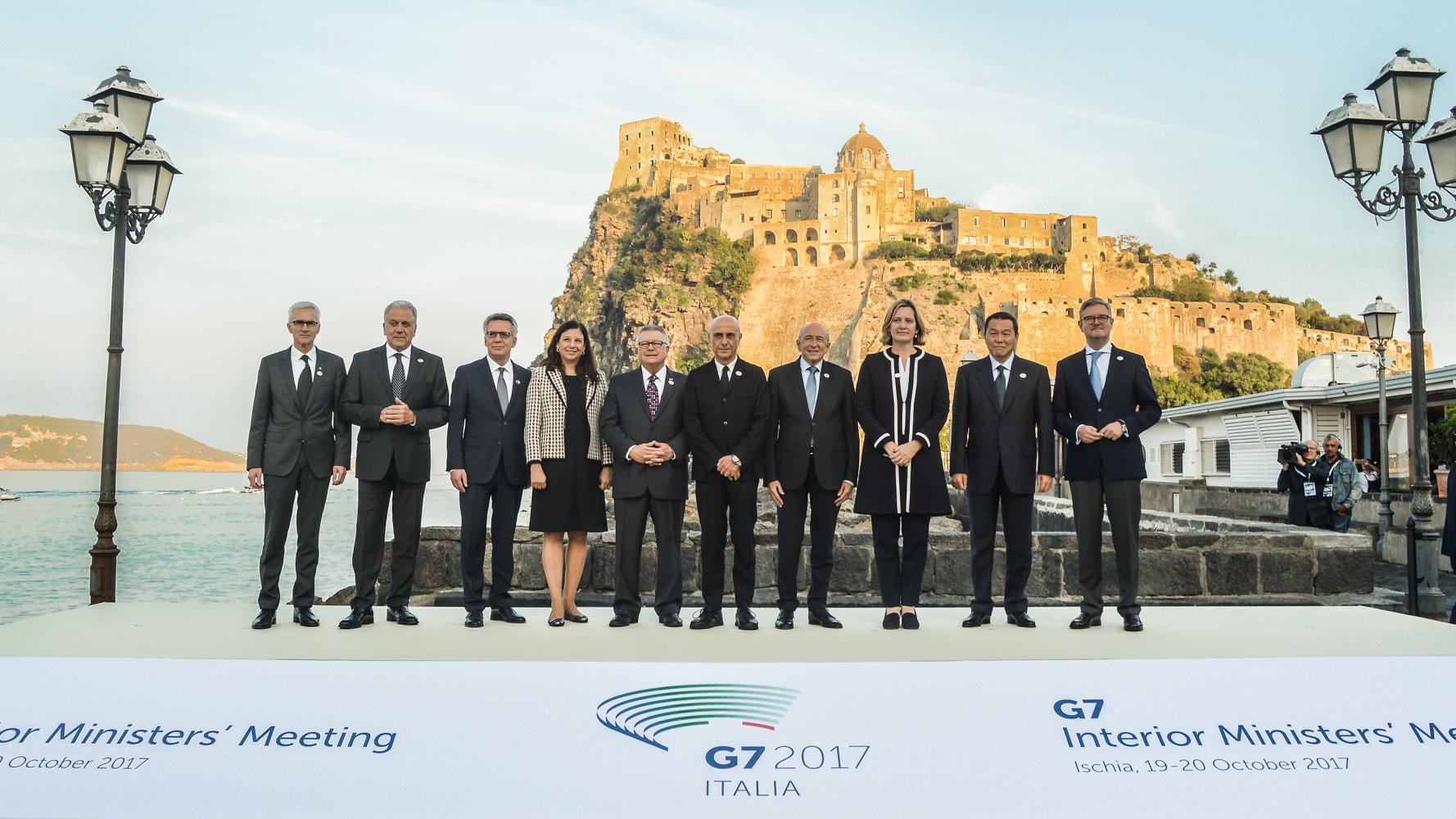
Amber Rudd (terza da destra) al vertice dei Ministri dell'interno del G7 del 2017

Il 13 luglio 2016 è stata nominata Segretario di Stato per gli affari interni nel governo di Theresa May. Il 29 aprile 2018, in connessione con lo scandalo della politica sull'emigrazione, si è dimessa dall'incarico di capo del ministero dell'Interno, che è stato accettato dal primo ministro Theresa May. Sei mesi più tardi, il 16 novembre 2018, Rudd è nominata sempre da Theresa May Segretario di Stato per il lavoro e le pensioni, succedendo a Esther McVey che si è dimessa in dissenso sulla bozza d'accordo relativa alla Brexit.. Nominata da Boris Johnson il 24 luglio 2019 ministro delle donne e delle pari opportunità, si è dimessa il 7 settembre 2019 per protesta contro la politica di Johnson sulla Brexit e la decisione di espellere dal partito 21 deputati Tory. Il 30 ottobre ha anche annunciato la decisione di non ricandidarsi nelle elezioni politiche generali del 2019.

## Vita privata
Rudd è stata sposata con lo scrittore e critico A.A. Gill dal 1990 al 1995 (il divorzio è avvenuto successivamente). Dal matrimonio due figli, tra cui la giornalista Flora Gill.  Rudd è stata in seguito legata al parlamentare conservatore Kwasi Kwarteng.
Fiduciaria dello Snowdon Trust, un'organizzazione che aiuta i giovani disabili ad accedere all'istruzione,  Rudd è direttore del Susan Smith Blackburn Prize dal 2003, un premio annuale nel settore della drammaturgia femminile in lingua inglese.  È stata anche governatrice della St. Leonards Academy di Hastings.

## Ascendenza
|                                                |                         |                                    | Genitori                             |  |  | Nonni |  |  | Bisnonni |  |  | Trisnonni |  |
|                                                |                         |                                    |                                      |  |  |       |  |  | …        |  |  | …         |  |
|                                                |                         |                                    |                                      |  |  |       |  |  | …        |  |  | …         |  |
|                                                |                         | …                                  |                                      |  |  |       |  |  | …        |  |  |           |  |
| Frederick Rudd                                 |                         |                                    |                                      |  |  |       |  |  | …        |  |  |           |  |
|                                                |                         | …                                  | …                                    |  |  |       |  |  |          |  |  |           |  |
|                                                |                         | …                                  | …                                    |  |  |       |  |  |          |  |  |           |  |
|                                                |                         | …                                  | …                                    |  |  |       |  |  |          |  |  |           |  |
| Tony Rudd                                      |                         | …                                  |                                      |  |  |       |  |  |          |  |  |           |  |
|                                                |                         | …                                  | …                                    |  |  |       |  |  |          |  |  |           |  |
|                                                |                         | …                                  | …                                    |  |  |       |  |  |          |  |  |           |  |
|                                                |                         | …                                  | …                                    |  |  |       |  |  |          |  |  |           |  |
| N. Maguire                                     |                         | …                                  |                                      |  |  |       |  |  |          |  |  |           |  |
|                                                |                         | …                                  | …                                    |  |  |       |  |  |          |  |  |           |  |
|                                                |                         | …                                  | …                                    |  |  |       |  |  |          |  |  |           |  |
|                                                |                         | …                                  | …                                    |  |  |       |  |  |          |  |  |           |  |
| Amber Rudd                                     |                         | …                                  |                                      |  |  |       |  |  |          |  |  |           |  |
|                                                | John Donohoe FitzGerald | John FitzGerald, barone FitzGerald |                                      |  |  |       |  |  |          |  |  |           |  |
|                                                | John Donohoe FitzGerald | John FitzGerald, barone FitzGerald |                                      |  |  |       |  |  |          |  |  |           |  |
|                                                | John Donohoe FitzGerald | Rose O'Donahue                     |                                      |  |  |       |  |  |          |  |  |           |  |
| Maurice Fitzgerald                             | John Donohoe FitzGerald |                                    |                                      |  |  |       |  |  |          |  |  |           |  |
|                                                |                         | Emma Ysolda Barrett-Lennard        | Thomas Barrett-Lennard, II baronetto |  |  |       |  |  |          |  |  |           |  |
|                                                |                         | Emma Ysolda Barrett-Lennard        | Thomas Barrett-Lennard, II baronetto |  |  |       |  |  |          |  |  |           |  |
|                                                |                         | Emma Ysolda Barrett-Lennard        | Emma Wood                            |  |  |       |  |  |          |  |  |           |  |
| Ethne Fitzgerald                               |                         | Emma Ysolda Barrett-Lennard        |                                      |  |  |       |  |  |          |  |  |           |  |
|                                                |                         | Augustus Maunsell Bradhurst        | Henry Maunsell Bradhurst             |  |  |       |  |  |          |  |  |           |  |
|                                                |                         | Augustus Maunsell Bradhurst        | Henry Maunsell Bradhurst             |  |  |       |  |  |          |  |  |           |  |
|                                                |                         | Augustus Maunsell Bradhurst        | …                                    |  |  |       |  |  |          |  |  |           |  |
| Christine Evangeline Minna Elizabeth Bradhurst |                         | Augustus Maunsell Bradhurst        |                                      |  |  |       |  |  |          |  |  |           |  |
|                                                |                         | Minna Evangeline Wood              | Charles Page Wood                    |  |  |       |  |  |          |  |  |           |  |
|                                                |                         | Minna Evangeline Wood              | Charles Page Wood                    |  |  |       |  |  |          |  |  |           |  |
|                                                |                         | Minna Evangeline Wood              | Minna White                          |  |  |       |  |  |          |  |  |           |  |
|                                                |                         | Minna Evangeline Wood              |                                      |  |  |       |  |  |          |  |  |           |  |